# Филипс ван Алмонде
Филипс ван Алмонде (хол. Philips van Almonde; Ден Бриел, 29. децембар 1644 — Угстгест, 6. јануар 1711) је био холандски адмирал који је служио флоти своје земље у неколико сукоба крајем 17. и почетком 18. века. Учествовао је у Англо-низоземском рату, Рату Велике алијансе и Рату за шпанско наслеђе.